# Jersey Shore
|  | Denne artikel handler om regionen Jersey Shore. För tv-serien Jersey Shore se Jersey Shore (TV serie). |
Jersey Shore er betegnelsen for kystområdet omkring New Jersey i det østlige USA. Regionen strækker sig fra Sandy Hook i nord til Cape May i syd, hvilket er en strækning på ca. 210 km.
40°02′53″N 74°03′07″V / 40.048°N 74.052°V